# أموباربيتال
أموباربيتال (بالإنجليزية: Amobarbital)، عُرف سابقًا بأميلوباربيتون أو أميلات الصوديوم بسبب تركيبه الحاوي على ملح الصوديوم القابل للانحلال، وهو دواء مشتق من الباربتيورات يملك خصائص منومةً ومهدئةً. يوجد بشكل مسحوق بلوري أبيض عديم الرائحة يحمل بعض المرارة. صُنع الدواء لأول مرة في ألمانيا عام 1923، وينتمي إلى الباربتيورات قصيرة إلى متوسطة زمن الفعالية. قد يحدث الاعتماد النفسي والفسيولوجي على الدواء عند الاستخدام طويل الأمد، وتحاكي أعراض انسحابه الهذيان الارتعاشي الذي قد يكون مهددًا للحياة. يُصنع الأموباربيتال في شركة إيلي ليلي في الولايات المتحدة تحت الاسم التجاري أميتال على شكل كبسولات زرقاء فاتحة رصاصية الشكل (تُعرف ببولفيولس) أو حبوب زهرية (تُعرف بديسكتس) تحوي 50 أو 100 أو 200 مغ من الدواء. يُصنع الدواء أيضا بأشكال مكافئة، وكثيرًا ما يُساء استعماله، إذ يُطلق عليه بين العوام «الجنات الزرق».
يحوي دواءا الأميتال والتوينال المركبان مقادير متساويةً من السيكوباربيتال والأموباربيتال، وكان كلاهما من تصنيع شركة إيلي ليلي حتى أواخر تسعينيات القرن العشرين، لكن بعد انتشار البنزوديازبينات أصبح وصف هذه الأدوية أمرًا نادرًا منذ بداية ثمانينيات القرن العشرين إلى أوسطها.

## الاستقلاب
يخضع الأموباربيتال لإضافة هيدروكسيل لتشكيل 3’ هيدروكسي أموباربيتال وإضافة ن-غلوكوزيد لتشكيل 1-(بيتا-دي-غلوكوبيرانوسيل)-أموباربيتال.

## الاستطبابات

### المعتمدة
- القلق.
- الصرع.
- الأرق.
- اختبار وادا.

### غير المعتمدة/غير المصرح بها
يقُال إن أموباربيتال الصوديوم يعمل كمصل الحقيقة عند إعطائه ببطء عبر الوريد، إذ يفشي المرء تحت تأثيره معلومات لن يفصح عنها في الظروف الطبيعية، وهذا يعود غالبًا لخسارة التثبيط. دخل الدواء التطبيق السريري أولًا على يدي د. ويليام بلكوين في جامعة ويسكونسن لتجنب تأثير المثبطات في المرضى النفسيين. خسر الأموباربيتال مصداقيته كمصل للحقيقة بعد اكتشاف أن المشاركين في التجربة قد تنتابهم ذكريات خاطئة للحدث.
قد يُستخدم الدواء وريديًا لمحادثة المصابين بالبكم بشذوذ الحركة، ويمكن إشراكه أحيانًا مع الكافئين لتجنب النوم.
استخدمت القوات المسلحة الأمريكية الدواء في الحرب العالمية الثانية في محاولة لعلاج صدمة القصف وإعادة الجنود لتأدية واجباتهم في الخطوط الأمامية للمعركة. توقف هذا الاستخدام منذ ذاك الحين بعد ملاحظة قوة التأثير المهدئ وضعف الإدراك وسوء التنسيق الحركي المحرضة بالدواء والتي خفضت بشدة من فائدة الجنود في أرض المعركة. صُنع الدواء سابقًا في شركة إيلي ليلي للصناعات الدوائية في الولايات المتحدة تحت الاسم التجاري أميتال المتوافر بشكل كبسولات. توقف اصطناع الدواء في بداية ثمانينيات القرن العشرين واستبدلت به عائلة البنزوديازيبين. شاع تعاطي الأموباربيتال على نطاق واسع بين العوام وحمل اسم «الجنات الزرق» بسبب لون كبسولاته.

## مضادات الاستطباب
يجب تجنب استخدام الأدوية التالية عند تناول الأموباربيتال:
- مضادات اضطرابات النظم القبي مثل الفيراباميل والديجوكسين.
- مضادات الصرع مثل الفينوباربيتال والكاربامازيبين.
- مضادات الهستامين مثل الدوكسيلامين والكليماستين.
- خافضات الضغط مثل أتينولول وبروبرانولول.
- الإيثانول.
- البنزوديازيبينات مثل الديازيبام والكلونازيبام والنيترازيبام والالبرازولام واللورازيبام.
- الكلورأمفينيكول.
- الكلوربرومازين.
- سايكلوفوسفاميد.
- سايكلوسبورين.
- ديجيتوكسين.
- دوكسوروبيسين.
- دوكسيسايكلين.
- ميثوكسي فلوران.
- مترونيدازول.
- مسكنات الألم الناركوتية مثل المورفين والأوكسيكودون.
- الكينين.
- الستيرويدات مثل البريدنيزون والكورتيزون.
- الثيوفيلين.
- الوارفارين.